# 위어깨밑신경
위어깨밑신경(upper 또는 superior subscapular nerve) 또는 상견갑하신경(上肩胛下神經)은 팔신경얼기 뒤다발의 첫 번째 가지이다. 위어깨밑신경은 C5와 C6 척수신경의 앞가지 성분을 포함하고 있다. 어깨밑근의 위쪽 부분에 분포하며, 어깨밑근 아래쪽 부분에는 아래어깨밑신경이 분포한다.

## 구조
위어깨밑신경을 형성하는 축삭은 C5와 C6 척수신경의 앞가지에서 유래한다. C5, C6 앞가지는 위줄기에서 합쳐져 팔신경얼기 뒤갈래를 거쳐 중간줄기와 아래줄기 뒤갈래와 함께 뒤다발을 형성한다. 그 후 축삭들은 뒤다발에서 갈라져 나와 위어깨밑신경을 형성한다.

## 기능
위어깨밑신경은 어깨밑근의 위쪽 부분에 분포한다.

## 추가 이미지

팔신경얼기
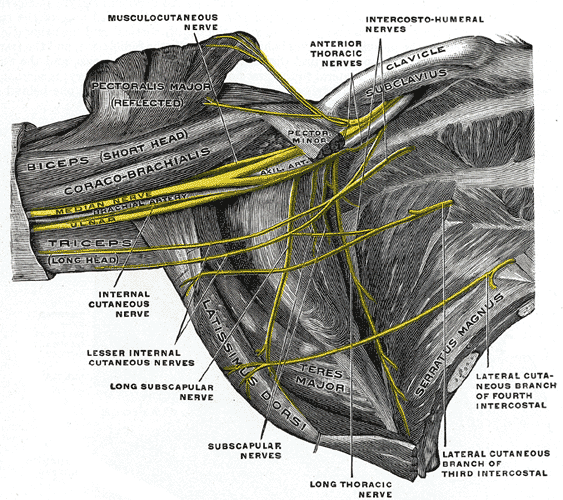
오른쪽 팔신경얼기의 빗장아래부분. 겨드랑오목의 아래앞쪽에서 본 그림.